# Келлах Тосах
Келлах Тосах (Келлах мак Доннгайл; др.‑ирл. Cellach Tosach, Cellach mac Donngaile; погиб в 809) — король Уи Хеннселайг (Южного Лейнстера) в 793—809 годах.

## Биография
Келлах Тосах был сыном правителя Уи Хеннселайг Доннгала мак Лайдкнена, погибшего в 761 году. Он был выходцем из лейнстерского септа Уи Дрона, земли которого располагались на территории современного графства Карлоу.
Келлах Тосах получил власть над Южным Лейнстером в 793 году, став преемником своего дяди Кайрпре мак Лайдкнена. В списке королей Уи Хеннселайг, сохранившемся в «Лейнстерской книге», Келлах ошибочно наделён всего тринадцатью годами правления.
В 809 году против Келлаха Тосаха подняли мятеж его родичи из Уи Хеннселайг. В этом междоусобии король Келлах погиб. В ирландских анналах он упоминается с титулом «король Райт Этайн» по месту своей резиденции, находившейся около современного Лохлинбриджа.
Преемником Келлаха Тосаха на престоле Уи Хеннселайг был Катал мак Дунлайнге.